# 布斯貝 (緬因州)
布斯貝（英語：Boothbay）是一個位於美國緬因州林肯縣的鎮。

## 人口
根據2020年美國人口普查的數據，布斯貝的面積為185.96平方千米，當中陸地面積為56.80平方千米，而水域面積為129.16平方千米。當地共有人口3003人，而人口密度為每平方千米16人。